# Црква Сабора српских светитеља у Александровцу
Црква Сабора српских светитеља у Александровцу, на територији општине Александровац, припада Епархији крушевачкој Српске православне цркве. Гради се добровољним прилозима верника из Жупе и дијаспоре, донацијама привредника и општинским средствима.
До изградње нове цркве житељи Александровца су одлазили у Цркву Вазнесења Господњег у Кожетину из доба Карађорђа. Она је на брду изнад насеља, а нови Саборни храм у самом центру града.
Црква посвећена Сабору српских светитеља је храм у изградњи. Темељи су освештани почетком деведесетих година 20. века. Петокуполни храм покривен је 25 година касније. После крстова од прохрома, стигла су и звона. Уочи Васкрса завршени су олтар и иконостас и стекли сви услови да се у њој одржавају богослужења.